# United Arab Emirates Tri-Nation Series 2019/20
Die United Arab Emirates Tri-Nation Series 2019/20 war ein Drei-Nationen-Turnier, das vom 8. bis zum 15. Dezember 2019 in den Vereinigten Arabischen Emiraten im One-Day Cricket ausgetragen wurde. Bei dem zur internationalen Cricket-Saison 2019/20 gehörenden Turnier nahmen neben dem Gastgeber die Mannschaften aus Schottland und die Vereinigten Staaten teil. Es war das dritte Turnier im Rahmen der ICC Cricket World Cup League 2 2019–2022, die über den ICC Cricket World Cup Qualifier 2022 einen Qualifikationsweg zum Cricket World Cup 2023 bildete.

## Vorgeschichte
Schottland und die Vereinigten Arabischen Emirate spielten zuvor beim ICC T20 World Cup Qualifier 2019, bei dem Schottland das entschiedene Spiel gegen die Vereinigten Arabischen Emirate gewann, um sich für den ICC T20 World Cup 2020 zu qualifizieren. Die Vereinigten Staaten bestritten zuletzt ein Drei-Nationen-Turnier daheim.

## Format
In einer Vorrunde spielte jede Mannschaft gegen jede zwei Mal. Für einen Sieg gab es zwei, für ein Unentschieden oder No Result einen Punkt.

## Stadien
| Stadion                             | Stadt   | Kapazität | Spiele        |
| ----------------------------------- | ------- | --------- | ------------- |
| ICC Academy Ground                  | Dubai   | 7.000     | 4. – 6. Spiel |
| Sharjah Cricket Association Stadium | Sharjah | 27.000    | 1. – 3. Spiel |

## Kaderlisten
Die Kader wurden kurz vor dem Turnier bekanntgegeben.
| ODI | ODI | ODI |
| Schottland | Ver. Arab. Emirate | Vereinigte Staaten |
| --- | --- | --- |
| - Kyle Coetzer (K) - Richie Berrington - Dylan Budge - Matthew Cross - Josh Davey - Alasdair Evans - Michael Jones - Calum MacLeod - George Munsey - Safyaan Sharif - Hamza Tahir - Craig Wallace - Mark Watt - Stuart Whittingham | - Ahmed Raza (K) - Waheed Ahmed - Vriitya Aravind (wk) - Darius D’Silva - Zawar Farid - Jonathan Figy - Basil Hameed - Zahoor Khan - Karthik Meiyappan - Rohan Mustafa - Chundangapoyil Rizwan - Junaid Siddique - Chirag Suri - Muhammad Usman | - Saurabh Netravalkar (K) - Steven Taylor (VK) - Karima Gore - Ian Holland - Akshay Homraj - Elmore Hutchinson - Aaron Jones - Nosthush Kenjige - Xavier Marshall - Monank Patel - Nisarg Patel - Timil Patel - Cameron Stevenson - Rusty Theron |

## Spiele
Tabelle
| Teams              | Sp. | S | N | NR | P | NRR    |
| ------------------ | --- | - | - | -- | - | ------ |
| Vereinigte Staaten | 4   | 3 | 1 | 0  | 6 | +0.707 |
| Ver. Arab. Emirate | 4   | 1 | 2 | 1  | 3 | −0.555 |
| Schottland         | 4   | 1 | 2 | 1  | 3 | −0.431 |

Spiele
| 8. Dezember Scorecard | Sharjah | Ver. Arab. Emirate 202 (45.2/47)         | – | Vereinigte Staaten 206-7 (45.2/47) |
|                       |         | Vereinigte Staaten gewinnt mit 3 Wickets |   |                                    |

| 9. Dezember Scorecard | Sharjah | Vereinigte Staaten 282-8 (50)          | – | Schottland 247 (47.2) |
|                       |         | Vereinigte Staaten gewinnt mit 35 Runs |   |                       |

| 11. Dezember Scorecard | Sharjah | Ver. Arab. Emirate | – | Schottland |
|                        |         | Abgesagt           |   |            |

| 12. Dezember Scorecard | Dubai | Vereinigte Staaten 213 (49.5)          | – | Ver. Arab. Emirate 115 (33) |
|                        |       | Vereinigte Staaten gewinnt mit 98 Runs |   |                             |

| 14. Dezember Scorecard | Dubai | Vereinigte Staaten 245-9 (50)    | – | Schottland 246-6 (48.5) |
|                        |       | Schottland gewinnt mit 4 Wickets |   |                         |

| 15. Dezember Scorecard | Dubai | Schottland 220 (48.3)                    | – | Ver. Arab. Emirate 224-3 (43.5) |
|                        |       | Ver. Arab. Emirate gewinnt mit 7 Wickets |   |                                 |